# Università statale dell'Oklahoma - Stillwater
L'Oklahoma State University-Stillwater è un'università statunitense pubblica con sede a Stillwater, nell'Oklahoma.

## Storia
L'università fu fondata il 25 dicembre 1890 come Oklahoma Territorial Agricultural and Mechanical (A&M) College per poi assumere l'attuale denominazione solo nel 1957.

## Sport
I Cowboys (Cowgirls per gli sport femminili), che fanno parte della NCAA Division I, sono affiliati alla Big 12 Conference. La pallacanestro, il baseball, il golf e il football americano sono gli sport principali, le partite interne vengono giocate al Boone Pickens Stadium e indoor alla Gallagher-Iba Arena.

Prima del 1957, quando l'università era ancora denominata Oklahoma A&M College il soprannome della squadra erano gli Aggies.

### Pallacanestro
Oklahoma State è uno dei college più rappresentativi nella pallacanestro, conta 27 apparizioni nella post-season, ha raggiunto le Final Four in sei occasioni e in due di esse ha vinto il titolo nazionale (nel 1945 battendo in finale i New York Violets e nel 1946 contro i North Carolina Tar Heels).